# Slovak International 2008
Die Slovak International 2008 im Badminton fanden vom 16. bis zum 19. Oktober 2008 in Prešov statt.

## Sieger und Platzierte
| Disziplin    | Gold                                   | Silber                          | Bronze                          |
| ------------ | -------------------------------------- | ------------------------------- | ------------------------------- |
| Herreneinzel | Valeriy Atrashchenkov                  | Martin Delfs                    | Markus Heikkinen                |
| Herreneinzel | Valeriy Atrashchenkov                  | Martin Delfs                    | Pedro Martins                   |
| Dameneinzel  | Elena Prus                             | Laerke Folsted                  | Miriam Gruber                   |
| Dameneinzel  | Elena Prus                             | Laerke Folsted                  | Anna Narel                      |
| Herrendoppel | Magnús Ingi Helgason Helgi Jóhannesson | Jakub Bitman Zvonimir Đurkinjak | Eetu Heino Jesper von Hertzen   |
| Herrendoppel | Magnús Ingi Helgason Helgi Jóhannesson | Jakub Bitman Zvonimir Đurkinjak | Aleš Murn Aljoša Turk           |
| Damendoppel  | Bing Huang Chloe Magee                 | Anna Narel Natalia Pocztowiak   | Nanna Vainio Elina Väisänen     |
| Damendoppel  | Bing Huang Chloe Magee                 | Anna Narel Natalia Pocztowiak   | Špela Silvester Andrea Žvorc    |
| Mixed        | Valeriy Atrashchenkov Elena Prus       | Dmytro Zavadsky Mariya Diptan   | Aliaksei Konakh Alesia Zaitsava |
| Mixed        | Valeriy Atrashchenkov Elena Prus       | Dmytro Zavadsky Mariya Diptan   | Łukasz Moreń Natalia Pocztowiak |